# Michael Abels

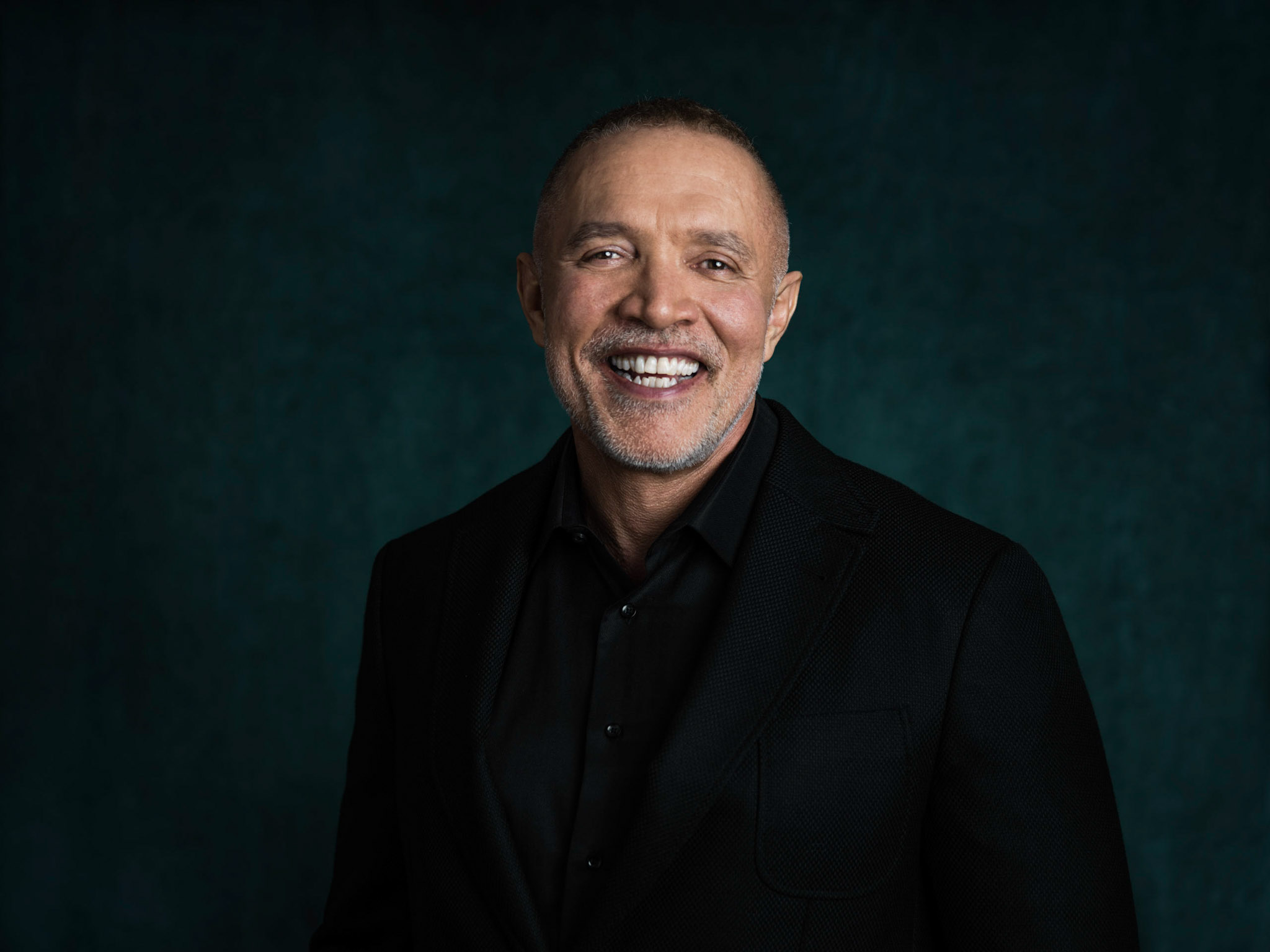
Michael Abels, 2019

Michael Abels (* 8. Oktober 1962 in Phoenix, Arizona, Vereinigte Staaten) ist ein US-amerikanischer Komponist, Arrangeur und Musikpädagoge.

## Leben
Michael Abels wuchs bei seinen Großeltern auf einer Farm außerhalb von Aberdeen, South Dakota auf. Er erhielt schon als Kind mit vier Jahren Klavierunterricht. Im Alter von sieben bis vierzehn Jahren sang er in einem Knabenchor. Der Sohn des Chorleites Harvey Smith, der heutige Dirigent Mark Russell Smith, war ein Jugendfreund. Mit acht Jahren begann er zu komponieren. Während seiner Schulzeit schrieb er einige kleinere Kompositionen für Klavier. Mit dreizehn spielte er das erste Mal eine eigene Komposition während eines music camps in Arizona öffentlich vor, ein Klavierkonzert im Stile Mozarts. An der University of Southern California studierte er bei James Hopkins (* 1939) und Robert Linn (1925–1999). Für seine Komposition Queries wurde er 1984 als Outstanding Senior under student composers ausgezeichnet. Im Studienjahr 1985/86 studierte er am California Institute for the Arts Westafrikanische Musik bei Alfred Ladzekpo. Zurzeit ist er Director of Music an der New Roads School in Santa Monica. Er publiziert seine Werke bei Subito Music Corporation und wird seit dem Erfolg der Filmmusik zu Get Out vom Kraft-Engel Management betreut. Abels ist künstlerischer Berater des Orchestra US.

## Werke (Auswahl)

### Werke für Orchester
- Global Warming entstand unter dem Eindruck des Falls der Berliner Mauer und des Endes des Kalten Krieges. Das Werk ist ein Auftragswerk der Phoenix Youth Symphony, die es im Jahr 1991 auch uraufführte.[3] 1992 wurde es vom Detroit Symphony Orchestra beim African-American Symphony Composers Forum aufgeführt.[4][10] Nach der Wahl Nelson Mandelas zum Präsidenten Südafrikas wurde es von der National Symphony of South Africa aufgeführt.[3][4][10] Das Werk wurde bisher nahezu einhundertmal aufgeführt, unter anderem vom  Chicago Symphony Orchestra, dem Cleveland Orchestra, dem Houston Symphony Orchestra, dem Baltimore Symphony Orchestra, dem Dallas Symphony Orchestra und der Nashville Symphony.[3][10] Eingespielt wurde das Werk 2001 von der Chicago Sinfonietta unter Paul Freeman auf der CD African Heritage Symphonic Series, Vol. 3 beim Label Cedille Records.
- American Variations on Swing Low Sweet Chariot für Trompete und Orchester aus dem Jahr 1993 wurde von Doc Severinsen und der Phoenix Symphony uraufgeführt.[3][4]
- Frederick’s Fables für Erzähler und Orchester in vier Sätzen.  I Frederick II The Greentail Mouse III Theodore and the Talking Mushroom IV Alexander and the Wind-Up Mouse. Das Werk beruht auf Texten von Leo Lionni. Es ist ein Auftragswerk für den Dirigenten Philip Brunelle (* 1943) und die Plymouth Music Series. Die Teile I und II wurden im Oktober 1994 mit dem Erzähler James Earl Jones uraufgeführt. Die Teile III und IV wurden auch bei der Plymouth Music Series, diesmal mit dem Erzähler Garrison Keillor uraufgeführt. Abels selbst übernahm die Rolle des Erzählers bei Aufführungen des National Symphony Orchestra im Kennedy Center in Washington, D.C. und des Springfield Symphony Orchestra in Springfield, Massachusetts.[10]
- Dance for Martin’s Dream schrieb Abels 1997 im Gedenken an Martin Luther King.[4] Es ist ein Auftragswerk des Nashville Symphony Orchestra und des Houston Symphony Orchestra. Nach der Uraufführung durch das Nashville Symphony Orchestra 1998 wurde es auch von anderen Orchestern wie dem Cleveland Orchestra aufgeführt.[3]
- More Seasons aus dem Jahr 1999 ist ein Werk, in dem sich Abels mit Barockmusik auseinandersetzte und in dem er Themen aus Antonio Vivaldis Die Vier Jahreszeiten verwendete. Aufgeführt wurde das Werk vom Saint Paul Chamber Orchestra.[3]
- Tribute ist ein Auftragswerk des National Symphony Orchestra, das es am 8. November 2001 unter Marin Alsop uraufführte. Es entstand unter dem Eindruck der Terroranschläge am 11. September 2001 und war das erste nach diesen Ereignissen komponierte Werk, das vom NSO danach aufgeführt wurde.[3][4]
- Affectionate Objects, 2004
- Outburst, 2005
- Urban Legends ist ein Auftragswerk der Sphinx Organization. Geschrieben wurde das Werk für das Harlem Quartet und das Sphinx Orchestra, 2008/09[3]
- Aquadia, Auftragswerk der Chicago Sinfonietta und des Shedd Aquarium in Chicago aus dem Jahr 2009. Es wurde vom Orchester aufgenommen, um 2011 die Ausstellung Fantasea des Aquariums musikalisch zu untermalen.[3]
- Delights & Dances für Streichquartett und Streichorchester ist ein Auftragswerk der Sphinx Organization. Im Frühjahr 2012 wurde es von der Chicago Sinfonietta unter der Leitung der taiwanesischen Dirigentin Mei-Ann Chen (* 1973) und dem Harlem Quartet aufgeführt und für Cedille Records eingespielt. Es erschien unter CDR 90000 141.[3]
- Victory Road ist ein Auftragswerk der Chicago Sinfonietta und Paul Freemans, die es auch 2016 uraufführten.
- Liquify wurde am 4. Februar 2017 vom Quad City Symphony Orchestra in Davenport, Iowa uraufgeführt.[11]
- Winged Creatures für Flöte, Klarinette und Orchester, 2018. Das Werk wurde von Cedille Records für Anthony McGill, Demarre McGill und das Chicago Youth Symphony Orchestra in Auftrag gegeben und von diesen mit anderen Werken für diese Besetzung unter der Leitung von Allen Tinkham eingespielt vom Auftrag gebenden Label 2019 auf einer gleichnamigen CD veröffentlicht.
- Russian Overtures, 2019. Das Werk gedenkt der gegenwärtigen Situation zwischen Russland und den Vereinigten Staaten und ist inspiriert von der Ouvertüre 1812 von Peter Tschaikowski.[12]

### Oper
- Homies & Popz ist ein Auftragswerk der Los Angeles Opera. Es ist eine 40-minute opera [40-Minuten-Oper]. Die Uraufführung fand im Mai 2000 statt und wurde in verschiedenen Highschools des Los Angeles County aufgeführt. Es basiert auf der wahren Geschichte der Compton Homies & the Pops. Die Oper erzählt die Geschichte von Ted Hayes und seinen erfolgreichen Bemühungen, ein Cricketteam in Los Angeles zu gründen und zu organisieren.[3] Das Chorstück Limitless wird gelegentlich unabhängig von der Oper aufgeführt.
- Omar, Oper in zwei Akten, Musik: Rhiannon Giddens und Michael Abels, Text: Rhiannon Giddens, Uraufführung am 27. Mai 2022 beim Spoleto Festival USA im Sottile Theatre am College of Charleston in Charleston in South Carolina.[13]

### Film- und Schauspielmusik
- Broken Hearts: a BH Mystery von Lisa Loomer (* 1950). Musik zu einer Produktion des Stückes der Cornerstone Theater Company in Los Angeles. Abels gewann den 1999 Backstage Garland Award for Musical Score.[3] Die Produktion wurde von der Los Angeles Times zu den zehn besten Theaterproduktionen des Jahres 1999 gewählt.[14]
- For Here Or To Go von Alison Carey, Musik zu einer Produktion der Cornerstone Theater Company im Jahr 2000, die im Mark Taper Forum in Los Angeles aufgeführt wurde.[3][14]
- Detroit, 2017 Die Tracks Algiers Motel und Lighting The Fuse stammen von Michael Abels.[15]
- Get Out, 2017. Jordan Peele engagierte Abels unter dem Eindruck der Komposition Urban Legends. Er wollte a fresh voice to film music [eine frische Stimme zur Filmmusik] bringen, denn er suchte jemanden, der the film harmonic language with an African-American perspective [die Harmoniesprache des Films mit einer afroamerikanischen Perspektive] einsetzen konnte.[1][8] Der Score war in der Kategorie Original Score — Sci-Fi/Fantasy/Horror Film der Hollywood Music in Media Awards 2017 nominiert.[16]
- See You Yesterday, 2019
- Wir (Us), 2019
- Bad Education, 2019
- All Day and a Night, 2020
- Fake Famous, 2021 Die Dokumentationsfilm wurde erstmals am 2. Februar 2021 auf HBO ausgestrahlt.[17]
- Allen V. Farrow, 2021 Dokumentations-TV-Mini Serie in vier Teilen. Erstausstrahlung ab 21. Februar 2021.
- Nightbooks, 2021, Erstveröffentlichung bei Netflix am 15. September 2021
- 892, erste Vorstellungen des Films sind Ende Januar 2022 beim Sundance Film Festival geplant.[18][19]
- Nope. Abels arbeitete an der Musik zu diesem weiteren Film von Jordan Peele, der im Juli 2022 veröffentlicht wurde.
- 2023: Landscape with Invisible Hand
- 2023: Krieg der Bestatter (The Burial)
- 2024: The American Society of Magical Negroes
- 2024: The Acolyte (Fernsehserie)

### Werke für Chor
- Four Carols für gemischten Chor a capella, 1987-1989 I Softly Came the Lord of All II Christmas Bells III Celebrate the Simple Things IV Holiday Everywhere.
- Fairest Lord Jesus für Sopran- oder Tenorsolo, Chor und Orchester, 2002
- Ode to harmony für fünfstimmigen gemischten Chor a capella, 2004
- A World of Carols für Frauenchor, Blechbläserquintett, Handglocken (optional) und Harfe, 1994. Eingespielt vom Phoenix Boys Choir auf Joy to the world, 2008
- Angels we have heard on high für dreistimmigen gemischten Chor und Orchester, komponiert 1994. Das Werk wurde am 18. Dezember vom 2014 vom Saint Louis Symphony Orchestra und dem IN UNISON® Chorus unter der Leitung von Kevin McBeth aufgeführt[20]
- Be The Change, 2014 Michael Abels veröffentlichte auf seinem youtube-Kanal eine Aufnahme mit Sharde Bivans als Leadsängerin und einem Chor bestehend aus Jyvonne Haskin, Kelsey Scott, Margaret Best, Felice Hernandez, Ronald O’Hannon und Matt Bloyd. Abels selbst spielte den Klavierpart. Die Aufnahme entstand im Juli 2014 im Moss Theater der New Roads School.[21]
- Rise up für vierstimmigen gemischten Chor a capella, 2016

### Werke für Klavier
- Iconoclasm ist eine Hommage an Leonard Bernstein. Die Pianistin Lara Downes spielte das Werk zu Bernsteins hundertstem Geburtstag für ihr Debütalbum For Lenny beim Label Sony Classical Music ein.[22]

### Sonstige Werke
- Bitterroot. Abels schrieb das Werk für das USC Percussion Ensemble. Das Werk wurde im September 1998 beim Watts Towers annual Day of the Drum Festival prämiert.[14]
- Falling Sky, Auftragswerk der Butler University für ihr Dance Department, Tanzstück für Concert Band. Patrick de Bana entwickelte eine Choreographie, 2019, uraufgeführt im Februar 2020[23]
- Salute for Solo für Viola solo. Das Werk wurde vom Cincinnati Symphony Orchestra im Rahmen seines Projektes The Fanfare Project im Lockdown 2020 beauftragt und von dessen ersten Violisten Christian Colberg eingespielt und auf dem orchestereigenen YouTube-Kanal veröffentlicht.[24][25]
- Variation Isolation für Violine solo. Das Werk ist ein Auftragswerk für Hilary Hahn und wurde von ihr am 12. Dezember 2020 im Rahmen eines virtuellen Konzerts uraufgeführt.[26]

### Arrangements
Michael Abels arrangierte Gospelmusik für Chor und Orchester für Reverend James Cleveland (1931–1999). Einige dieser Arrangements werden jedes Jahr bei der Gospel Christmas des Atlanta Symphony Orchestras aufgeführt.

## Preise und Stipendien
Michael Abels wurde durch zahlreiche Stipendien und Förderpreise unterstützt wie vom National Endowment for the Arts. Weiter ist er Bezieher eines Music-Alive-Residency-Programms des Radiosenders Meet the composer, jetzt New Music USA und der League of American Orchestras. 2001/02 war er Residenzkünstler des Richmond Symphony Orchestra. Er nahm an einem dreijährigen Meet-The-Composer-New-Residencies-Programm in Watts teil.
Beim World Soundtrack Award 2019 wurde Michael Abels mit der Auszeichnung Discovery of the year für die Musik zum Film Us (deutsch: Wir) geehrt. Für seine Arbeit für Nope erhielt Abels bei den Saturn Awards 2022 eine Nominierung für die beste Musik.
Bei den Society of Composers and Lyricists Awards 2023 gewann Abels für seine Arbeit an Nope in der Kategorie Outstanding Original Score for a Studio Film.
2023 wurde ihm, gemeinsam mit Rhiannon Giddens, für die von ihnen komponierte Oper Omar der Pulitzer-Preis in der Kategorie Music verliehen.